# Mariya Muzychuk

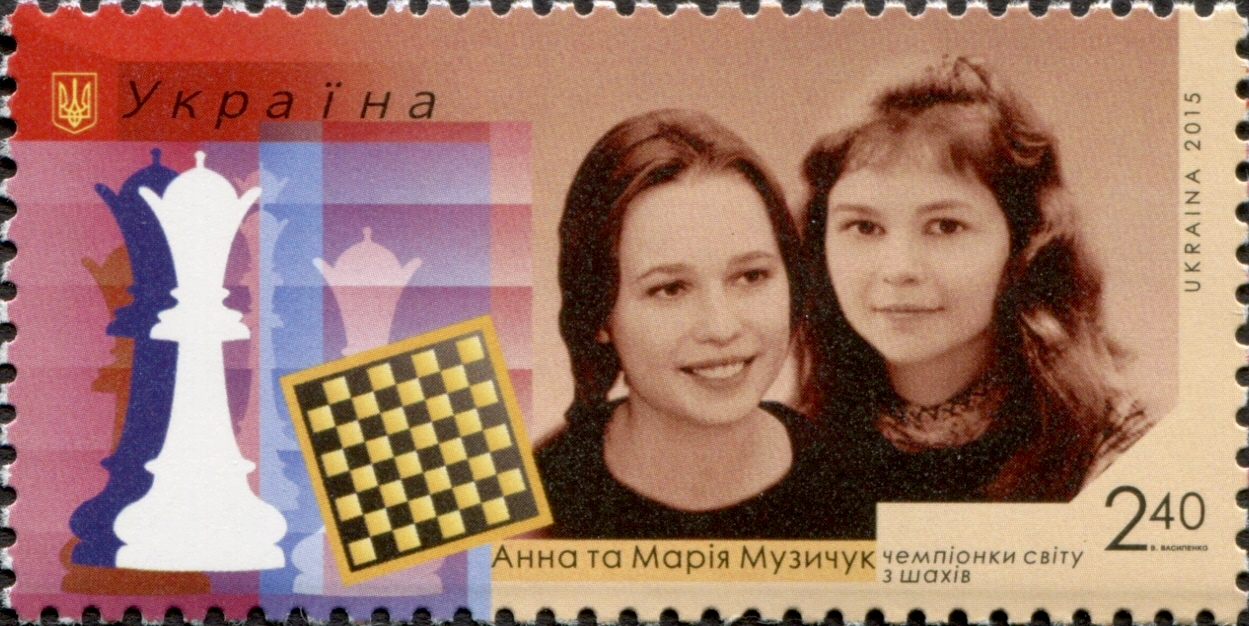
Tem bưu chính Ukraine 2015 với hình của chị em Muzychuk

Mariya Olehivna Muzychuk (tiếng Ukraina: Марі́я Оле́гівна Музичу́к; sinh ngày 21 tháng 9 năm 1992) là một đại kiện tướng cờ vua Ukraine và Nhà vô địch cờ vua nữ thế giới từ tháng 4 năm 2015 đến tháng 3 năm 2016. Cô cũng là nhà vô địch nữ Ukraina hai lần (2012, 2013), nhà vô địch đồng đội thế giới và đội châu Âu với Ukraine năm 2013 và là người giành huy chương đồng của Thế vận hội cờ vua 2012 và 2014 với Ukraina.